# Мори-Ферт
Мо́ри-Ферт, устар. «Морэ-Фёрт, Мари-Фёрт, Морей-Фёрт» (англ. Moray Firth [ˈmʌrifɜrθ], также англ. Murray Firth, гэльск. An Cuan Moireach, Linne Mhoireibh) — залив Северного моря треугольной формы на северо-востоке Великобритании. Самый большой залив Шотландии. Ширина при входе 100 км. Длина береговой линии 800 км. Глубина 25—60 м. Приливы полусуточные, до 5,5 м. На побережье залива находятся три округа Шотландии — Хайленд, Мори и Абердиншир.

## География

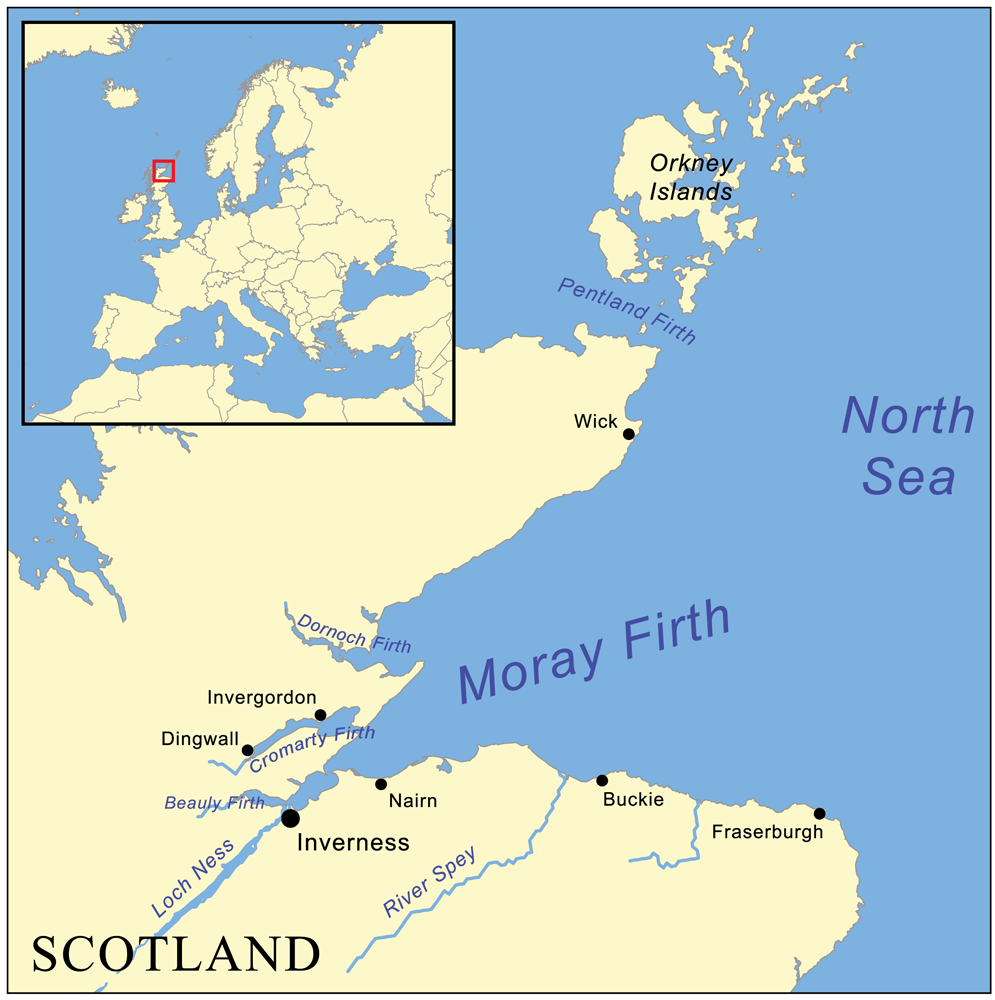

Форма рельефа залива формировалась миллионы лет благодаря движению земной коры, оледенению, отложению осадков и эрозии. Береговая линия до сих пор меняется под влиянием эрозии и выветривания. Залив соединён Каледонским каналом с заливом Лох-Линне по разлому Глен-Мор. От основной части ответвляются заливы Дорнох-Ферт, Кромарти, Бьюли-Ферт и другие. В залив впадают реки Спей, Несс, Финдхорн, Лосси, Бьюли и другие.
Геологический состав включает песчаники, сланцы и гранит. Богатые отложения фоссилий в коренных породах Девонского и триасового периодов.
Ландшафт побережья залива разнообразен, он формируется в результате наносов, а также прибрежных и земных геоморфологических процессов. Наиболее распространены клифы из песчаника, а также пляжи из песка и гальки. Большая часть берега равнинная или немного холмистая. Для эстуариев впадающих рек характерны приливные ватты и солончаки. Леса на побережье представлены хвойными насаждениями.

## Климат
Климат залива относительно мягок. Мори-Ферт находится в дождевой тени преобладающих западных ветров, поэтому здесь меньше дождя и больше солнца, чем на остальной территории Шотландии. Средняя температура 5—12 °C, количество осадков — 660 мм.

## Природа
Залив является природоохранной зоной под защитой Рамсарской конвенции, британских и европейских законов, и одним из важнейших мест в Великобритании для наблюдения за китообразными. На территории залива  имеются 2 центра дикой природы, 2 зоны биоразнообразия и около 100 зон природного наследия.
Флору представляют бурые водоросли, взморник. В заливе обитают губки, иглокожие, осьминоги, актинии, моллюски, ракообразные. Из рыб — сельдь, шпроты, камбала, пикша, треска, мерланг. В эстуариях рек встречаются лосось и морская форель. Залив является важной северной точкой зимовки для водоплавающих птиц из арктической Канады, Европы и Сибири. Здесь насчитывается 10 000 утиных и от 20 до 36 000 прибрежных птиц — ржанкообразных, поганок, гагар, баклановых, глупышей. Из морских млекопитающих главными являются афалины, морские свиньи, выдры, длинномордые и обыкновенные тюлени. В летний и осенний периоды здесь кормятся дельфин-белобочка и малый полосатик.

## История
Побережье залива сохранило богатое наследие исторического влияния людей на берег, включая пиктские камни. В августе 1848 года здесь произошла одна из самых больших катастроф в истории плавания у восточных берегов Шотландии, в ходе шторма затонуло 124 лодки и погибло 100 человек. В 1996 году была основана некоммерческая организация, объединяющая множество людей и организаций, для обмена информацией и сохранения ресурсов этой местности.

## Экономика
Залив Мори-Ферт является важным динамично развивающимся экономическим районом с большим промышленным и коммерческим потенциалом. На побережье залива проживает большинство населения Хайленда — 250 тыс. человек в 100 городах и деревнях. Главные города — Инвернесс, Лоссимут, Баки, Элгин, Нэрн. 
Важнейшими отраслями экономики являются туризм (водные виды спорта включают дайвинг, сёрфинг, виндсёрфинг, водно-моторный спорт, воднолыжный спорт, парусный спорт), также нефтяная промышленность (нефтяное месторождение Беатрис) и рыбная ловля — морские гребешки, норвежский омар, пикша, мерланг, скумбрия, крабы (в последние годы морское рыболовство здесь пришло в упадок из-за чрезмерной ловли, уменьшившей эффективность экосистемы), а также сельское хозяйство (выращивание ячменя и картофеля, разведение овец и крупного рогатого скота).
Помимо переработки и транспортировки нефти, в регионе производятся виски и шерстяные изделия, перерабатывается рыба, имеется ограниченное кораблестроение.
Офшорные ветроэлектростанции:
- Moray East[англ.];
- Moray West[англ.], где будут установлены 60 самых мощных в мире ветряных турбин 14-222 DD от Siemens Gamesa (длина её лопасти достигает 108 м, а диаметр — 222 м[14].